# 이강택
이강택(1962년 2월 15일 ~ )은 지난날 KBS 한국방송공사 방송문화연구소 소장 직위를 지낸 대한민국의 기업가이다.

## 주요 이력

### 주요 경력
- MBC 프로듀서 입사 (1988년 12월).
- KBS 프로듀서 이적(1990년 12월).
- KBS 노동조합 홍보국 국장(1992년 11월).
- KBS 노동조합 편집국 국장.
- 대한민국 방송 PD 연합회 회장(2003년 5월 31일).
- <KBS스페셜> '신자유주의를 넘어 - 챠베스의 도전‘ 제작(2006)
- <KBS스페셜> ‘얼굴 없는 공포, 광우병‘ 제작(2008)
- 제6대 전국언론노동조합 위원장(2011년 2월 1일).
- 6.15공동선언실천 남측위원회 언론본부 대표(2011년 3월 16일).
- KBS 방송문화연구소 소장(2018년 4월 30일~2018년 8월 21일).
- 2018년 8월 21일을 기하여 KBS 한국방송공사 PD 퇴임과 함께 프리 랜서 선언.
- TBS 사장(2018년 10월 6일~2020년 2월 4일).
- TBS 대표이사(2020년 2월 5일~2022년 11월 30일).
- 제3대 한국방송채널진흥협회 회장(2020년).

### 학력
- 1980년 경복고등학교 졸업
- 1989년 서울대학교 정치학과 학사